# Campeonato Brasileño de Fútbol 2000
El Campeonato Brasileño de Fútbol 2000 fue la 118ª edición del Campeonato Brasileño de Serie C. El mismo comenzó el 29 de julio de 2000 y finalizó el 18 de enero de 2001.
Copa Joao Havelange fue el nombre dado por el Club de los 13 al Campeonato Brasileño de Fútbol del año 2000, lleva el nombre del expresidente de la Confederación Brasileña de Fútbol y de la FIFA el brasileño João Havelange. La CBF imposibilitada por la justicia de organizar el campeonato, delegó la responsabilidad de la organización al Club de los 13. Más como no se pudieron aplicar los criterios de ascenso y descenso del año anterior, se acabó generando el mayor Campeonato Brasileño de todos los tiempos, reuniendo a 116 clubes en tres divisiones en un solo torneo, pero divididos en 4 módulos en su primera fase.
El campeón fue el club Vasco da Gama de Río de Janeiro, que ganó su cuarto título en su historia, repitiendo las proezas de 1974, 1989 y 1997. El subcampeón fue el São Caetano, club fundado hace poco más de 10 años y que comenzó el campeonato en el módulo amarillo, pero que llegó a la final eliminando a equipos tradicionales como Fluminense, Palmeiras y Grêmio.

## Formato
- Módulo Azul: 25 clubes juegan todos contra todos en turno único. Clasifican los 12 primeros colocados para la Fase Final de la Copa João Havelange.

- Módulo Amarillo: 36 clubes divididos en 2 grupos de 18, clasificando para la próxima fase los 8 primeros de cada uno. Luego, los 16 clubes antes clasificados disputan eliminatorias sucesivas en confrontaciones a ida y vuelta, clasificándose para la Fase Final de la Copa João Havelange los 3 primeros colocados.

- Módulos Verde y Blanco: Módulo Verde con 28 equipos divididos en 4 grupos de 7 clubes cada uno, y Módulo Blanco con 27 equipos divididos en 3 grupos de 7 y 1 de 6. Se clasifican al segundo turno los 3 mejores de cada grupo.

Segundo turno: Módulo Verde y Módulo Blanco con 12 clubes cada uno, divididos en 3 grupos de 4 clubes cada uno. Se clasifican al tercer turno el vencedor de cada grupo y el mejor segundo de cada módulo.
Tercer turno: 8 clubes divididos en 2 grupos de 4 equipos cada uno. Se clasifican a la final los vencedores de cada grupo.
Final: Se enfrentan los 2 clasificados del tercer turno, el vencedor accede a la Fase Final de la Copa João Havelange.
- Fase Final Copa João Havelange: Los 16 clubes finalistas disputan en eliminatorias sucesivas, octavos de final, cuartos de final, semifinales y final. campeón y subcampeón clasifican a Copa Libertadores 2001.

## Módulo Azul
- 25 clubes juegan todos contra todos en turno único. Clasifican los 12 primeros colocados para a Fase Final de la Copa João Havelange.
| Pos | Equipo              | Pts | PJ | PG | PE | PP | GF | GC | Dif |
| --- | ------------------- | --- | -- | -- | -- | -- | -- | -- | --- |
| 1   | Cruzeiro            | 45  | 24 | 12 | 9  | 3  | 46 | 27 | +19 |
| 2   | Sport Recife        | 42  | 24 | 12 | 6  | 6  | 46 | 27 | +19 |
| 3   | Fluminense          | 42  | 24 | 12 | 6  | 6  | 45 | 31 | +14 |
| 4   | Goiás               | 41  | 24 | 11 | 8  | 5  | 41 | 29 | +12 |
| 5   | Vasco da Gama       | 39  | 24 | 11 | 6  | 7  | 36 | 37 | -1  |
| 6   | São Paulo           | 39  | 24 | 10 | 9  | 5  | 46 | 35 | +11 |
| 7   | Ponte Preta         | 38  | 24 | 11 | 5  | 8  | 49 | 37 | +12 |
| 8   | Atlético Paranaense | 38  | 24 | 11 | 5  | 8  | 32 | 28 | +4  |
| 9   | Internacional       | 38  | 24 | 10 | 8  | 6  | 34 | 25 | +9  |
| 10  | Grêmio              | 37  | 24 | 10 | 7  | 7  | 37 | 31 | +6  |
| 11  | Palmeiras           | 37  | 24 | 10 | 7  | 7  | 29 | 30 | -1  |
| 12  | Bahia               | 36  | 24 | 10 | 6  | 8  | 32 | 31 | +1  |
| 13  | Guarani de Campinas | 35  | 24 | 9  | 8  | 7  | 29 | 29 | 0   |
| 14  | Santos              | 33  | 24 | 9  | 6  | 9  | 38 | 31 | +7  |
| 15  | Flamengo            | 33  | 24 | 9  | 6  | 9  | 42 | 37 | +5  |
| 16  | Botafogo            | 32  | 24 | 9  | 5  | 10 | 31 | 35 | -4  |
| 17  | Portuguesa          | 32  | 24 | 9  | 5  | 10 | 34 | 43 | -9  |
| 18  | Vitória             | 31  | 25 | 9  | 4  | 11 | 44 | 40 | +4  |
| 19  | América Mineiro     | 27  | 24 | 7  | 6  | 11 | 26 | 35 | -9  |
| 20  | Atlético Mineiro    | 27  | 24 | 7  | 6  | 11 | 31 | 42 | -11 |
| 21  | Juventude           | 26  | 24 | 7  | 5  | 12 | 27 | 36 | -9  |
| 22  | Gama                | 22  | 24 | 6  | 4  | 14 | 22 | 39 | -17 |
| 23  | Coritiba            | 21  | 24 | 5  | 6  | 13 | 26 | 35 | -9  |
| 24  | Corinthians         | 16  | 24 | 4  | 4  | 16 | 26 | 46 | -20 |
| 25  | Santa Cruz Recife   | 16  | 24 | 3  | 7  | 14 | 18 | 51 | -33 |

## Módulo Amarillo
- Clasifican para la segunda fase los 8 primeros de cada grupo.

### Grupo A
| Pos | Equipo                  | Pts | PJ | PG | PE | PP | GF | GC | Dif |
| --- | ----------------------- | --- | -- | -- | -- | -- | -- | -- | --- |
| 1   | São Caetano             | 37  | 17 | 11 | 4  | 2  | 40 | 19 | +21 |
| 2   | Figueirense             | 31  | 17 | 8  | 7  | 2  | 25 | 13 | +12 |
| 3   | Paraná Clube            | 29  | 17 | 8  | 5  | 4  | 18 | 11 | +7  |
| 4   | Botafogo Ribeirao Preto | 28  | 17 | 8  | 4  | 5  | 27 | 15 | +12 |
| 5   | Criciúma                | 26  | 17 | 7  | 5  | 5  | 19 | 18 | +1  |
| 6   | SER Caxias              | 26  | 17 | 6  | 8  | 3  | 29 | 26 | +3  |
| 7   | Bangu                   | 24  | 17 | 6  | 6  | 5  | 25 | 23 | +2  |
| 8   | Avaí                    | 24  | 17 | 5  | 9  | 3  | 27 | 21 | +6  |
| 9   | Joinville               | 22  | 17 | 5  | 7  | 5  | 19 | 17 | +2  |
| 10  | América-RJ              | 21  | 17 | 5  | 6  | 6  | 18 | 20 | -2  |
| 11  | Americano-RJ            | 20  | 17 | 4  | 8  | 5  | 17 | 22 | -5  |
| 12  | União São João          | 20  | 17 | 3  | 11 | 3  | 20 | 21 | -1  |
| 13  | XV de Piracicaba        | 19  | 17 | 5  | 4  | 8  | 21 | 27 | -6  |
| 14  | Marcílio Dias           | 19  | 17 | 4  | 7  | 6  | 17 | 23 | -6  |
| 15  | Bragantino              | 17  | 17 | 2  | 11 | 4  | 16 | 21 | -5  |
| 16  | Brasil de Pelotas       | 15  | 17 | 4  | 3  | 10 | 17 | 25 | -8  |
| 17  | Villa Nova-MG           | 15  | 17 | 3  | 6  | 8  | 18 | 27 | -9  |
| 18  | Londrina                | 9   | 17 | 2  | 3  | 12 | 8  | 32 | -24 |

### Grupo B
| Pos | Equipo              | Pts | PJ | PG | PE | PP | GF | GC | Dif |
| --- | ------------------- | --- | -- | -- | -- | -- | -- | -- | --- |
| 1   | Fortaleza           | 35  | 17 | 10 | 5  | 2  | 38 | 25 | +13 |
| 2   | São Raimundo-AM     | 30  | 17 | 9  | 3  | 5  | 32 | 24 | +8  |
| 3   | Sampaio Corrêa      | 30  | 17 | 9  | 3  | 5  | 23 | 24 | -1  |
| 4   | Náutico Recife      | 28  | 17 | 8  | 4  | 5  | 22 | 16 | +6  |
| 5   | Paysandu Belém      | 28  | 17 | 8  | 4  | 5  | 22 | 17 | +5  |
| 6   | Anapolina           | 28  | 17 | 7  | 7  | 3  | 24 | 14 | +10 |
| 7   | Remo                | 26  | 17 | 7  | 5  | 5  | 23 | 21 | +2  |
| 8   | CRB Alagoas         | 26  | 17 | 6  | 8  | 3  | 25 | 19 | +6  |
| 9   | Serra               | 25  | 17 | 7  | 4  | 6  | 26 | 22 | +4  |
| 10  | ABC Natal           | 23  | 17 | 6  | 5  | 6  | 26 | 24 | +2  |
| 11  | River-PI            | 22  | 17 | 6  | 4  | 7  | 23 | 23 | 0   |
| 12  | América de Natal    | 21  | 17 | 5  | 6  | 6  | 24 | 23 | +1  |
| 13  | Ceará               | 21  | 17 | 5  | 6  | 6  | 20 | 19 | +1  |
| 14  | CSA Alagoas         | 20  | 17 | 6  | 2  | 9  | 22 | 29 | -7  |
| 15  | Nacional-AM         | 19  | 17 | 5  | 4  | 8  | 34 | 37 | -3  |
| 16  | Desportiva Capixaba | 16  | 17 | 5  | 1  | 11 | 19 | 42 | -23 |
| 17  | Vila Nova-GO        | 11  | 17 | 2  | 5  | 10 | 20 | 25 | -5  |
| 18  | Bandeirante         | 9   | 17 | 1  | 6  | 10 | 16 | 35 | -26 |

### Segunda fase Módulo Amarillo
- Los 16 clubes antes clasificados disputan eliminatorias sucesivas en confrontes de ida y vuelta, clasificándose para la Fase Final de la Copa João Havelange los 3 primeros colocados.
|  | Octavos de final   | Octavos de final | Octavos de final |   |             | Cuartos de final | Cuartos de final | Cuartos de final |  |             | Semifinales | Semifinales | Semifinales |  |        | Final | Final | Final |  |
|  |                    |                  |                  |   |             |                  |                  |                  |  |             |             |             |             |  |        |       |       |       |  |
|  |                    |                  |                  |   |             |                  |                  |                  |  |             |             |             |             |  |        |       |       |       |  |
|  | SER Caxias         | 2                | 1                |   |             |                  |                  |                  |  |             |             |             |             |  |        |       |       |       |  |
|  | SER Caxias         | 2                | 1                |   |             |                  |                  |                  |  |             |             |             |             |  |        |       |       |       |  |
|  | Sampaio Corrêa     | 0                | 1                |   |             |                  |                  |                  |  |             |             |             |             |  |        |       |       |       |  |
|  | Sampaio Corrêa     | 0                | 1                |   | Remo        | 1                | 3                |                  |  |             |             |             |             |  |        |       |       |       |  |
|  |                    |                  |                  |   | Remo        | 1                | 3                |                  |  |             |             |             |             |  |        |       |       |       |  |
|  |                    |                  | SER Caxias       | 2 | 0           |                  |                  |                  |  |             |             |             |             |  |        |       |       |       |  |
|  | Remo               | 4                | SER Caxias       | 2 | 0           | 1                |                  |                  |  |             |             |             |             |  |        |       |       |       |  |
|  | Remo               | 4                |                  |   |             |                  |                  |                  |  |             |             |             |             |  |        |       |       |       |  |
|  | Figueirense        | 1                | 2                |   |             |                  |                  |                  |  |             |             |             |             |  |        |       |       |       |  |
|  | Figueirense        | 1                | 2                |   |             |                  |                  |                  |  | Paraná      | 0           | 2           |             |  |        |       |       |       |  |
|  |                    |                  |                  |   |             |                  |                  |                  |  | Paraná      | 0           | 2           |             |  |        |       |       |       |  |
|  |                    |                  | Remo             | 0 | 1           |                  |                  |                  |  |             |             |             |             |  |        |       |       |       |  |
|  | Paraná             | 1                | Remo             | 0 | 1           | 2                |                  |                  |  |             |             |             |             |  |        |       |       |       |  |
|  | Paraná             | 1                |                  |   |             |                  |                  |                  |  |             |             |             |             |  |        |       |       |       |  |
|  | Anápolina-GO       | 0                | 0                |   |             |                  |                  |                  |  |             |             |             |             |  |        |       |       |       |  |
|  | Anápolina-GO       | 0                | 0                |   | Paraná      | 3                | 2                |                  |  |             |             |             |             |  |        |       |       |       |  |
|  |                    |                  |                  |   | Paraná      | 3                | 2                |                  |  |             |             |             |             |  |        |       |       |       |  |
|  |                    |                  | Bangu            | 0 | 1           |                  |                  |                  |  |             |             |             |             |  |        |       |       |       |  |
|  | Bangu              | 2                | Bangu            | 0 | 1           | 2                |                  |                  |  |             |             |             |             |  |        |       |       |       |  |
|  | Bangu              | 2                |                  |   |             |                  |                  |                  |  |             |             |             |             |  |        |       |       |       |  |
|  | São Raimundo-AM    | 1                | 2                |   |             |                  |                  |                  |  |             |             |             |             |  |        |       |       |       |  |
|  | São Raimundo-AM    | 1                | 2                |   |             |                  |                  |                  |  |             |             |             |             |  | Paraná | 1     | 3     |       |  |
|  |                    |                  |                  |   |             |                  |                  |                  |  |             |             |             |             |  | Paraná | 1     | 3     |       |  |
|  |                    |                  | São Caetano      | 1 | 1           |                  |                  |                  |  |             |             |             |             |  |        |       |       |       |  |
|  | Náutico Recife     | 2                | São Caetano      | 1 | 1           | 0                |                  |                  |  |             |             |             |             |  |        |       |       |       |  |
|  | Náutico Recife     | 2                |                  |   |             |                  |                  |                  |  |             |             |             |             |  |        |       |       |       |  |
|  | Criciúma           | 1                | 0                |   |             |                  |                  |                  |  |             |             |             |             |  |        |       |       |       |  |
|  | Criciúma           | 1                | 0                |   | São Caetano | 0                | 6                |                  |  |             |             |             |             |  |        |       |       |       |  |
|  |                    |                  |                  |   | São Caetano | 0                | 6                |                  |  |             |             |             |             |  |        |       |       |       |  |
|  |                    |                  | Náutico Recife   | 1 | 2           |                  |                  |                  |  |             |             |             |             |  |        |       |       |       |  |
|  | São Caetano        | 1                | Náutico Recife   | 1 | 2           | 4                |                  |                  |  |             |             |             |             |  |        |       |       |       |  |
|  | São Caetano        | 1                |                  |   |             |                  |                  |                  |  |             |             |             |             |  |        |       |       |       |  |
|  | CRB Alagoas        | 1                | 1                |   |             |                  |                  |                  |  |             |             |             |             |  |        |       |       |       |  |
|  | CRB Alagoas        | 1                | 1                |   |             |                  |                  |                  |  | São Caetano | 1           | 5           |             |  |        |       |       |       |  |
|  |                    |                  |                  |   |             |                  |                  |                  |  | São Caetano | 1           | 5           |             |  |        |       |       |       |  |
|  |                    |                  | Paysandu         | 1 | 4           |                  |                  |                  |  |             |             |             |             |  |        |       |       |       |  |
|  | Paysandu           | 3                | Paysandu         | 1 | 4           | 1                |                  |                  |  |             |             |             |             |  |        |       |       |       |  |
|  | Paysandu           | 3                |                  |   |             |                  |                  |                  |  |             |             |             |             |  |        |       |       |       |  |
|  | Botafogo Rib.Preto | 0                | 2                |   |             |                  |                  |                  |  |             |             |             |             |  |        |       |       |       |  |
|  | Botafogo Rib.Preto | 0                | 2                |   | Paysandu    | 1                | 1                |                  |  |             |             |             |             |  |        |       |       |       |  |
|  |                    |                  |                  |   | Paysandu    | 1                | 1                |                  |  |             |             |             |             |  |        |       |       |       |  |
|  |                    |                  | Fortaleza        | 0 | 0           |                  |                  |                  |  |             |             |             |             |  |        |       |       |       |  |
|  | Fortaleza          | 2                | Fortaleza        | 0 | 0           | 1                |                  |                  |  |             |             |             |             |  |        |       |       |       |  |
|  | Fortaleza          | 2                |                  |   |             |                  |                  |                  |  |             |             |             |             |  |        |       |       |       |  |
|  | Avaí               | 0                | 2                |   |             |                  |                  |                  |  |             |             |             |             |  |        |       |       |       |  |
|  | Avaí               | 0                | 2                |   |             |                  |                  |                  |  |             |             |             |             |  |        |       |       |       |  |
|  |                    |                  |                  |   |             |                  |                  |                  |  |             |             |             |             |  |        |       |       |       |  |

#### 3º lugar
| 12 de noviembre de 2000 | Remo | 3 - 2 | Paysandu | Estadio Mangueirão, Belém, |  |

| 19 de noviembre de 2000 | Paysandu | 1 - 1 | Remo | Estadio Mangueirão, Belém, |  |

- El Remo obtuvo la tercera plaza del Módulo Amarillo para la Fase Final de la Copa João Havelange.

## Módulos Verde y Blanco
El Grupo Verde y Grupo Blanco de la Copa João Havelange fueron uno de los tres grupos de la primera etapa de la temporada 2000 del Campeonato Brasileño. Se compone de 55 equipos en 8 grupos.

### Primera fase

#### Módulo Verde
Grupo A
| Pos | Equipo                | Pts | PJ | PG | PE | PP | GF | GC | Dif |
| --- | --------------------- | --- | -- | -- | -- | -- | -- | -- | --- |
| 1   | Tuna Luso Brasileira  | 26  | 12 | 8  | 2  | 2  | 25 | 15 | +10 |
| 2   | Central-PE            | 22  | 12 | 7  | 1  | 4  | 16 | 15 | +1  |
| 3   | Moto Club de São Luís | 18  | 12 | 5  | 3  | 4  | 24 | 17 | +7  |
| 4   | Botafogo-PB           | 17  | 12 | 5  | 2  | 5  | 22 | 17 | +5  |
| 5   | Porto-PE              | 16  | 12 | 5  | 1  | 6  | 15 | 13 | +2  |
| 6   | Treze                 | 16  | 12 | 5  | 1  | 6  | 16 | 17 | -1  |
| 7   | Potiguar de Mossoró   | 6   | 12 | 2  | 0  | 10 | 9  | 33 | -24 |

Grupo B
| Pos | Equipo               | Pts | PJ | PG | PE | PP | GF | GC | Dif |
| --- | -------------------- | --- | -- | -- | -- | -- | -- | -- | --- |
| 1   | Corinthians Alagoano | 27  | 12 | 8  | 3  | 1  | 16 | 8  | +8  |
| 2   | Juazeiro             | 23  | 12 | 7  | 2  | 3  | 15 | 9  | +6  |
| 3   | Confiança            | 18  | 12 | 5  | 3  | 4  | 10 | 11 | -1  |
| 4   | Sergipe              | 17  | 12 | 5  | 2  | 5  | 15 | 14 | +1  |
| 5   | ASA Arapiraquense    | 15  | 12 | 4  | 3  | 5  | 11 | 13 | -2  |
| 6   | Camaçari             | 12  | 12 | 3  | 3  | 6  | 13 | 11 | +2  |
| 7   | Campinense           | 5   | 12 | 1  | 2  | 9  | 9  | 23 | -14 |

Grupo C
| Pos | Equipo            | Pts | PJ | PG | PE | PP | GF | GC | Dif |
| --- | ----------------- | --- | -- | -- | -- | -- | -- | -- | --- |
| 1   | Flamengo-PI       | 22  | 12 | 7  | 1  | 4  | 18 | 11 | +7  |
| 2   | Ypiranga-AP       | 20  | 12 | 6  | 2  | 4  | 23 | 19 | +4  |
| 3   | Tocantinópolis    | 19  | 12 | 6  | 1  | 5  | 16 | 14 | +2  |
| 4   | Rio Branco-AC     | 18  | 12 | 5  | 3  | 4  | 20 | 16 | +4  |
| 5   | Baré              | 17  | 12 | 5  | 2  | 5  | 21 | 15 | +6  |
| 6   | Rio Negro         | 17  | 12 | 5  | 2  | 5  | 12 | 14 | -4  |
| 7   | Genus Rondoniense | 7   | 12 | 2  | 1  | 9  | 16 | 37 | -21 |

Grupo D
| Pos | Equipo              | Pts | PJ | PG | PE | PP | GF | GC | Dif |
| --- | ------------------- | --- | -- | -- | -- | -- | -- | -- | --- |
| 1   | Operário-MS         | 17  | 10 | 5  | 2  | 3  | 13 | 11 | +2  |
| 2   | Dom Pedro II        | 15  | 10 | 4  | 3  | 3  | 11 | 9  | +2  |
| 3   | Atlético Goianiense | 15  | 10 | 4  | 3  | 3  | 9  | 9  | 0   |
| 4   | Goiânia             | 13  | 10 | 3  | 4  | 3  | 15 | 14 | +1  |
| 5   | Comercial-MS        | 11  | 10 | 3  | 2  | 5  | 9  | 10 | -1  |
| 6   | Brasília            | 11  | 10 | 3  | 2  | 5  | 10 | 14 | -4  |

Nota: El Interporto Tocantins desistió de participar antes del inicio de la competición.

#### Módulo Blanco
Grupo E
| Pos | Equipo        | Pts | PJ | PG | PE | PP | GF | GC | Dif |
| --- | ------------- | --- | -- | -- | -- | -- | -- | -- | --- |
| 1   | Rio Branco-SP | 21  | 10 | 6  | 3  | 1  | 23 | 10 | +13 |
| 2   | Juventus      | 21  | 10 | 6  | 3  | 1  | 20 | 10 | +10 |
| 3   | Uberlândia    | 18  | 10 | 5  | 3  | 2  | 15 | 14 | +5  |
| 4   | Nacional-SP   | 13  | 10 | 4  | 1  | 5  | 13 | 21 | -8  |
| 5   | Volta Redonda | 9   | 10 | 2  | 3  | 5  | 10 | 14 | -4  |
| 6   | São José-SP   | 1   | 10 | 0  | 1  | 9  | 8  | 20 | -12 |

Nota: El Rio Branco-ES desistió de participar antes del inicio de la competición.
Grupo F
| Pos | Equipo                   | Pts | PJ | PG | PE | PP | GF | GC | Dif |
| --- | ------------------------ | --- | -- | -- | -- | -- | -- | -- | --- |
| 1   | Etti Jundiaí             | 31  | 12 | 10 | 1  | 1  | 40 | 8  | +32 |
| 2   | Malutrom                 | 22  | 12 | 6  | 4  | 2  | 21 | 15 | +6  |
| 3   | União Bandeirante        | 16  | 12 | 4  | 4  | 4  | 17 | 23 | -6  |
| 4   | Madureira                | 14  | 12 | 3  | 5  | 4  | 20 | 15 | +5  |
| 5   | Internacional de Limeira | 13  | 12 | 3  | 4  | 5  | 18 | 17 | +1  |
| 6   | União Rondonópolis       | 10  | 12 | 3  | 1  | 8  | 12 | 28 | -16 |
| 7   | Comercial-Ribeirão Preto | 10  | 12 | 3  | 1  | 8  | 9  | 31 | -22 |

Grupo G
| Pos | Equipo           | Pts | PJ | PG | PE | PP | GF | GC | Dif |
| --- | ---------------- | --- | -- | -- | -- | -- | -- | -- | --- |
| 1   | Olímpia          | 20  | 12 | 5  | 5  | 2  | 16 | 11 | +5  |
| 2   | Friburguense     | 18  | 12 | 4  | 6  | 2  | 11 | 10 | +1  |
| 3   | Matonense        | 17  | 12 | 4  | 5  | 3  | 15 | 13 | +2  |
| 4   | São Cristóvão    | 16  | 12 | 4  | 4  | 4  | 13 | 16 | -3  |
| 5   | Mogi Mirim       | 16  | 12 | 3  | 7  | 2  | 23 | 17 | +6  |
| 6   | Ipatinga         | 13  | 12 | 3  | 4  | 5  | 16 | 20 | -4  |
| 7   | União Barbarense | 9   | 12 | 2  | 3  | 7  | 12 | 19 | -7  |

Grupo H
| Pos | Equipo                    | Pts | PJ | PG | PE | PP | GF | GC | Dif |
| --- | ------------------------- | --- | -- | -- | -- | -- | -- | -- | --- |
| 1   | Rio Branco-PR             | 21  | 10 | 6  | 3  | 1  | 16 | 8  | +8  |
| 2   | Portuguesa Santista       | 19  | 10 | 5  | 4  | 1  | 19 | 9  | +10 |
| 3   | Santo André               | 12  | 10 | 3  | 3  | 4  | 11 | 14 | -3  |
| 4   | Ituano                    | 11  | 10 | 3  | 2  | 5  | 10 | 10 | 0   |
| 5   | Olaria                    | 11  | 10 | 3  | 2  | 5  | 9  | 10 | -1  |
| 6   | Internacional-Santa Maria | 8   | 10 | 2  | 2  | 6  | 7  | 21 | -14 |

### Segunda fase
- El vencedor de cada grupo, más el mejor segundo de cada módulo avanzan a tercera fase.

#### Módulo Verde
Grupo 1
| Pos | Equipo               | Pts | PJ | PG | PE | PP | GF | GC | Dif |
| --- | -------------------- | --- | -- | -- | -- | -- | -- | -- | --- |
| 1   | Juazeiro             | 12  | 6  | 4  | 0  | 2  | 13 | 7  | +6  |
| 2   | Tuna Luso Brasileira | 12  | 6  | 4  | 0  | 2  | 8  | 9  | -1  |
| 3   | Ypiranga-AP          | 9   | 6  | 3  | 0  | 3  | 10 | 10 | 0   |
| 4   | Atlético Goianiense  | 3   | 6  | 1  | 0  | 5  | 7  | 12 | -5  |

Grupo 2
| Pos | Equipo               | Pts | PJ | PG | PE | PP | GF | GC | Dif |
| --- | -------------------- | --- | -- | -- | -- | -- | -- | -- | --- |
| 1   | Central-PE           | 10  | 6  | 3  | 1  | 2  | 9  | 7  | +2  |
| 2   | Tocantinópolis       | 9   | 6  | 3  | 0  | 3  | 8  | 10 | -2  |
| 3   | Corinthians Alagoano | 8   | 6  | 2  | 2  | 2  | 11 | 9  | +2  |
| 4   | Dom Pedro II         | 6   | 6  | 1  | 3  | 2  | 6  | 8  | -2  |

Grupo 3
| Pos | Equipo                | Pts | PJ | PG | PE | PP | GF | GC | Dif |
| --- | --------------------- | --- | -- | -- | -- | -- | -- | -- | --- |
| 1   | Moto Club de São Luís | 11  | 6  | 3  | 2  | 1  | 8  | 8  | 0   |
| 2   | Operário-MS           | 8   | 6  | 2  | 2  | 2  | 8  | 12 | -4  |
| 3   | Flamengo-PI           | 7   | 6  | 2  | 1  | 3  | 13 | 11 | +2  |
| 4   | Confiança             | 7   | 6  | 2  | 1  | 3  | 11 | 9  | +2  |

#### Módulo Branco
Grupo 4
| Pos | Equipo        | Pts | PJ | PG | PE | PP | GF | GC | Dif |
| --- | ------------- | --- | -- | -- | -- | -- | -- | -- | --- |
| 1   | Malutrom      | 14  | 6  | 4  | 2  | 0  | 10 | 3  | +7  |
| 2   | Rio Branco-SP | 9   | 6  | 3  | 0  | 3  | 8  | 6  | +2  |
| 3   | Friburguense  | 5   | 6  | 1  | 2  | 3  | 4  | 6  | -2  |
| 4   | Santo André   | 5   | 6  | 1  | 2  | 3  | 5  | 12 | -7  |

Grupo 5
| Pos | Equipo              | Pts | PJ | PG | PE | PP | GF | GC | Dif |
| --- | ------------------- | --- | -- | -- | -- | -- | -- | -- | --- |
| 1   | Etti Jundiaí        | 13  | 6  | 4  | 1  | 1  | 13 | 7  | +6  |
| 2   | Portuguesa Santista | 8   | 6  | 2  | 2  | 2  | 7  | 7  | 0   |
| 3   | Juventus            | 7   | 6  | 2  | 1  | 3  | 11 | 7  | +4  |
| 4   | Matonense           | 5   | 6  | 1  | 2  | 3  | 4  | 14 | -10 |

Grupo 6
| Pos | Equipo            | Pts | PJ | PG | PE | PP | GF | GC | Dif |
| --- | ----------------- | --- | -- | -- | -- | -- | -- | -- | --- |
| 1   | Uberlândia        | 11  | 6  | 3  | 2  | 1  | 11 | 7  | +4  |
| 2   | Olímpia           | 11  | 6  | 3  | 2  | 1  | 7  | 5  | +2  |
| 3   | Rio Branco-PR     | 11  | 6  | 3  | 2  | 1  | 6  | 5  | +1  |
| 4   | União Bandeirante | 0   | 6  | 0  | 0  | 6  | 5  | 12 | -7  |

### Tercera fase
- El vencedor de cada grupo disputa la final.
Grupo 1
| Pos | Equipo     | Pts | PJ | PG | PE | PP | GF | GC | Dif |
| --- | ---------- | --- | -- | -- | -- | -- | -- | -- | --- |
| 1   | Uberlândia | 11  | 6  | 3  | 2  | 1  | 10 | 4  |     |
| 2   | Juazeiro   | 11  | 6  | 3  | 2  | 1  | 6  | 4  |     |
| 3   | Olímpia    | 8   | 6  | 2  | 2  | 2  | 8  | 5  |     |
| 4   | Central-PE | 2   | 6  | 0  | 2  | 4  | 3  | 14 |     |

Grupo 2
| Pos | Equipo                | Pts | PJ | PG | PE | PP | GF | GC | Dif |
| --- | --------------------- | --- | -- | -- | -- | -- | -- | -- | --- |
| 1   | Malutrom              | 11  | 6  | 3  | 2  | 1  | 12 | 11 | +1  |
| 2   | Tuna Luso Brasileira  | 9   | 6  | 3  | 0  | 3  | 9  | 11 | -2  |
| 3   | Etti Jundiaí          | 8   | 6  | 2  | 2  | 2  | 15 | 6  | +9  |
| 4   | Moto Club de São Luís | 5   | 6  | 1  | 2  | 3  | 9  | 17 | -8  |

### Cuarta fase
| 16 de noviembre de 2000 | Uberlândia | 1 - 1 | Malutrom | Estadio João Havelange, Uberlândia, |  |

| 19 de noviembre de 2000 | Malutrom | 3 - 2 | Uberlândia | Estadio Vila Capanema, Curitiba, |  |

- El Clube Malutrom clasifica a la Fase Final Copa João Havelange.

## Fase Final Copa João Havelange
Los 16 clubes finalistas disputan octavos de final, cuartos de final, semifinales y final. Campeón y subcampeón clasifican a Copa Libertadores 2001.
|  | Octavos de final    | Octavos de final | Octavos de final |   |               | Cuartos de final | Cuartos de final | Cuartos de final |  |          | Semifinales | Semifinales | Semifinales |  |               | Final | Final | Final |  |
|  |                     |                  |                  |   |               |                  |                  |                  |  |          |             |             |             |  |               |       |       |       |  |
|  |                     |                  |                  |   |               |                  |                  |                  |  |          |             |             |             |  |               |       |       |       |  |
|  | Cruzeiro            | 3                | 1                |   |               |                  |                  |                  |  |          |             |             |             |  |               |       |       |       |  |
|  | Cruzeiro            | 3                | 1                |   |               |                  |                  |                  |  |          |             |             |             |  |               |       |       |       |  |
|  | Malutrom            | 0                | 1                |   |               |                  |                  |                  |  |          |             |             |             |  |               |       |       |       |  |
|  | Malutrom            | 0                | 1                |   | Cruzeiro      | 1                | 3                |                  |  |          |             |             |             |  |               |       |       |       |  |
|  |                     |                  |                  |   | Cruzeiro      | 1                | 3                |                  |  |          |             |             |             |  |               |       |       |       |  |
|  |                     |                  | Internacional    | 1 | 2             |                  |                  |                  |  |          |             |             |             |  |               |       |       |       |  |
|  | Atlético Paranaense | 0                | Internacional    | 1 | 2             | 1                |                  |                  |  |          |             |             |             |  |               |       |       |       |  |
|  | Atlético Paranaense | 0                |                  |   |               |                  |                  |                  |  |          |             |             |             |  |               |       |       |       |  |
|  | Internacional       | 0                | 2                |   |               |                  |                  |                  |  |          |             |             |             |  |               |       |       |       |  |
|  | Internacional       | 0                | 2                |   |               |                  |                  |                  |  | Cruzeiro | 0           | 0           |             |  |               |       |       |       |  |
|  |                     |                  |                  |   |               |                  |                  |                  |  | Cruzeiro | 0           | 0           |             |  |               |       |       |       |  |
|  |                     |                  | Vasco da Gama    | 2 | 3             |                  |                  |                  |  |          |             |             |             |  |               |       |       |       |  |
|  | Vasco da Gama       | 3                | Vasco da Gama    | 2 | 3             | 3                |                  |                  |  |          |             |             |             |  |               |       |       |       |  |
|  | Vasco da Gama       | 3                |                  |   |               |                  |                  |                  |  |          |             |             |             |  |               |       |       |       |  |
|  | Bahia               | 3                | 2                |   |               |                  |                  |                  |  |          |             |             |             |  |               |       |       |       |  |
|  | Bahia               | 3                | 2                |   | Vasco da Gama | 3                | 1                |                  |  |          |             |             |             |  |               |       |       |       |  |
|  |                     |                  |                  |   | Vasco da Gama | 3                | 1                |                  |  |          |             |             |             |  |               |       |       |       |  |
|  |                     |                  | Paraná           | 0 | 0             |                  |                  |                  |  |          |             |             |             |  |               |       |       |       |  |
|  | Goiás               | 1                | Paraná           | 0 | 0             | 0                |                  |                  |  |          |             |             |             |  |               |       |       |       |  |
|  | Goiás               | 1                |                  |   |               |                  |                  |                  |  |          |             |             |             |  |               |       |       |       |  |
|  | Paraná              | 1                | 3                |   |               |                  |                  |                  |  |          |             |             |             |  |               |       |       |       |  |
|  | Paraná              | 1                | 3                |   |               |                  |                  |                  |  |          |             |             |             |  | Vasco da Gama | 1     | 3     |       |  |
|  |                     |                  |                  |   |               |                  |                  |                  |  |          |             |             |             |  | Vasco da Gama | 1     | 3     |       |  |
|  |                     |                  | São Caetano      | 1 | 1             |                  |                  |                  |  |          |             |             |             |  |               |       |       |       |  |
|  | Sport Recife        | 2                | São Caetano      | 1 | 1             | 1                |                  |                  |  |          |             |             |             |  |               |       |       |       |  |
|  | Sport Recife        | 2                |                  |   |               |                  |                  |                  |  |          |             |             |             |  |               |       |       |       |  |
|  | Remo                | 1                | 0                |   |               |                  |                  |                  |  |          |             |             |             |  |               |       |       |       |  |
|  | Remo                | 1                | 0                |   | Sport Recife  | 1                | 1                |                  |  |          |             |             |             |  |               |       |       |       |  |
|  |                     |                  |                  |   | Sport Recife  | 1                | 1                |                  |  |          |             |             |             |  |               |       |       |       |  |
|  |                     |                  | Grêmio           | 2 | 1             |                  |                  |                  |  |          |             |             |             |  |               |       |       |       |  |
|  | Ponte Preta         | 0                | Grêmio           | 2 | 1             | 2                |                  |                  |  |          |             |             |             |  |               |       |       |       |  |
|  | Ponte Preta         | 0                |                  |   |               |                  |                  |                  |  |          |             |             |             |  |               |       |       |       |  |
|  | Grêmio              | 1                | 1                |   |               |                  |                  |                  |  |          |             |             |             |  |               |       |       |       |  |
|  | Grêmio              | 1                | 1                |   |               |                  |                  |                  |  | Grêmio   | 2           | 1           |             |  |               |       |       |       |  |
|  |                     |                  |                  |   |               |                  |                  |                  |  | Grêmio   | 2           | 1           |             |  |               |       |       |       |  |
|  |                     |                  | São Caetano      | 3 | 3             |                  |                  |                  |  |          |             |             |             |  |               |       |       |       |  |
|  | São Paulo           | 1                | São Caetano      | 3 | 3             | 1                |                  |                  |  |          |             |             |             |  |               |       |       |       |  |
|  | São Paulo           | 1                |                  |   |               |                  |                  |                  |  |          |             |             |             |  |               |       |       |       |  |
|  | Palmeiras           | 1                | 2                |   |               |                  |                  |                  |  |          |             |             |             |  |               |       |       |       |  |
|  | Palmeiras           | 1                | 2                |   | Palmeiras     | 3                | 2                |                  |  |          |             |             |             |  |               |       |       |       |  |
|  |                     |                  |                  |   | Palmeiras     | 3                | 2                |                  |  |          |             |             |             |  |               |       |       |       |  |
|  |                     |                  | São Caetano      | 4 | 2             |                  |                  |                  |  |          |             |             |             |  |               |       |       |       |  |
|  | Fluminense          | 3                | São Caetano      | 4 | 2             | 0                |                  |                  |  |          |             |             |             |  |               |       |       |       |  |
|  | Fluminense          | 3                |                  |   |               |                  |                  |                  |  |          |             |             |             |  |               |       |       |       |  |
|  | São Caetano         | 3                | 1                |   |               |                  |                  |                  |  |          |             |             |             |  |               |       |       |       |  |
|  | São Caetano         | 3                | 1                |   |               |                  |                  |                  |  |          |             |             |             |  |               |       |       |       |  |
|  |                     |                  |                  |   |               |                  |                  |                  |  |          |             |             |             |  |               |       |       |       |  |

### Final
| 27 de diciembre de 2000 | São Caetano | 1 - 1   | Vasco da Gama | Estadio Palestra Itália, São Paulo,                              |                                                                  |
|                         | César 14'   | Reporte | Romário 27'   | Asistencia: 29.288 espectadores Árbitro(s): Carlos Eugênio Simon | Asistencia: 29.288 espectadores Árbitro(s): Carlos Eugênio Simon |

| 18 de enero de 2001 | Vasco da Gama                                                  | 3 - 1   | São Caetano   | Estadio Maracanã, Río de Janeiro,                                     |                                                                       |
|                     | Juninho Pernambucano 30' · Jorginho Paulista 39' · Romário 53' | Reporte | Adãozinho 37' | Asistencia: 31.761 espectadores Árbitro(s): Márcio Rezende de Freitas | Asistencia: 31.761 espectadores Árbitro(s): Márcio Rezende de Freitas |

|                                        |
| Bandera del estado de Río de Janeiro   |
| Campeón C. R. Vasco da Gama 4.º título |

- Vasco da Gama y São Caetano, campeón y subcampeón respectivamente, clasifican a Copa Libertadores 2001.